# Közönséges földicseresznye
A Physalis pruinosa a burgonyavirágúak (Solanales) rendjébe és a burgonyafélék (Solanaceae) családjába tartozó földicseresznyefaj.
Közép- és Dél-Amerikában honos. Eredeti élőhelyén évelő növény, de fagyérzékenysége miatt a mérsékelt égövön nem telel át csak fagyvédett helyen. Külsőre olyan, mint a perui földicseresznye (Physalis peruviana), de gyümölcsének íze kissé eltérő: mintha a paradicsom és az ananász elegye lenne.